# Asiatique河滨夜市
Asiatique河滨夜市（泰語： Echiathik Doe Riwoefron），又译亚洲河滨夜市、曼谷新天地、亚洲夜市、河滨码头夜市，是泰国曼谷的大型露天商场，位于石龙军路2194号的昭披耶河岸，前身是丹麦宝隆洋行码头，2012年完成活化并开放游览。

## 历史
丹麦宝隆洋行创于1897年，是20世纪在暹罗经营贸易的数家大洋行之一。宝隆洋行码头最早的建筑建于1907年，1947年陷入废弃。2011年5月，泰国房地产公司TCC集团宣布将宝隆洋行码头改造为娱乐场地，定名为Asiatique河滨夜市。
2019年起，Asiatique纳入资产世界公司（Asset World Corporation）旗下管理，其首席执行官为TCC集团创始人苏旭明之女苏玲玲。2021年10月，苏玲玲公布新的改造计划，其中包括将新建一幢超高摩天大楼。

## 布置
Asiatique位于曼谷石龙军路的曼柯廉县段，濒临昭披耶河，占地面积30莱（4.8公顷/12英亩），规划混合开发用地达72莱（11.52公顷/28.5英亩）。经改造后成为五世王时期（1868–1910）风格的主题商场，亦是露天夜市。前码头仓库成为众多商铺驻地。这里亦包括一座旧锯木厂和一座二战时期的防空洞。园区内停放着一座旧式有轨电车，亦建有数座纪念河滨贸易活动的铜像。
河滨夜市分为四个主题区域：石龙军区（Chareonkrung District）、市政广场区（Town Square District）、工厂区（Factory District）和河滨区（Waterfront District）。石龙军区有数个表演场地，设有乔·路易斯泰国传统木偶戏院，有卡里普索歌舞团的变性人表演，及泰拳表演，亦有手工艺品和纪念品店。市政广场区设有各国料理餐厅，运动酒吧和小型活动场地。工厂区售卖时装、新潮产品，设餐厅。河滨区有一条300米的海滨长廊，号称是曼谷最长；亦设有河景餐厅，露天活动场地，及一座名为Asiatique Sky的摩天轮，高60米，是曼谷最高的摩天轮。
Asiatique于2012年4月27日开放，有评论认为这里是“新宣伦夜市”。宣伦夜市亦是曼谷喧闹的夜市场地，于2010年关停。河滨夜市可由陆路或水路到达，沙吞码头设有直达客船。

## 图册

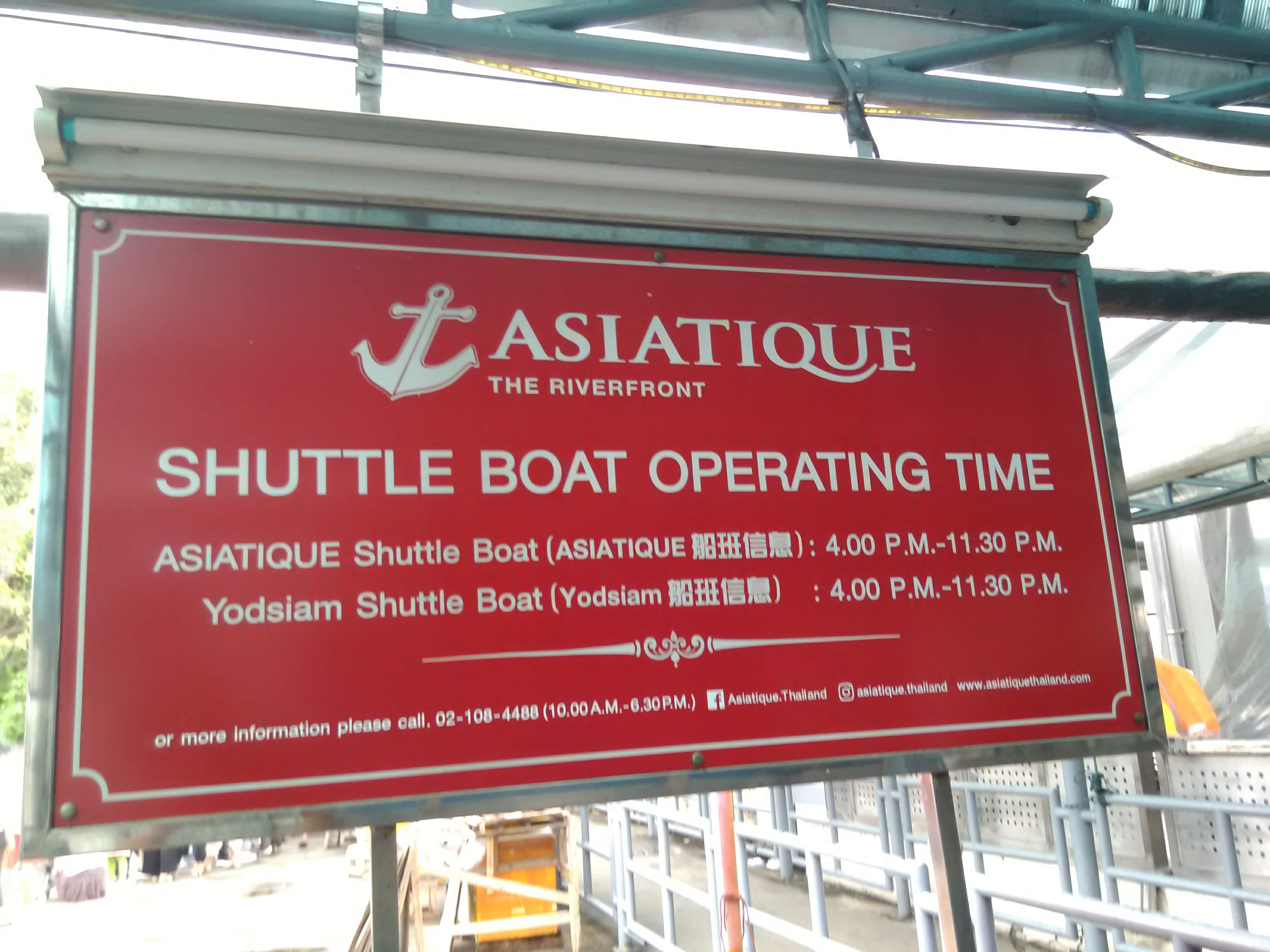
客船信息
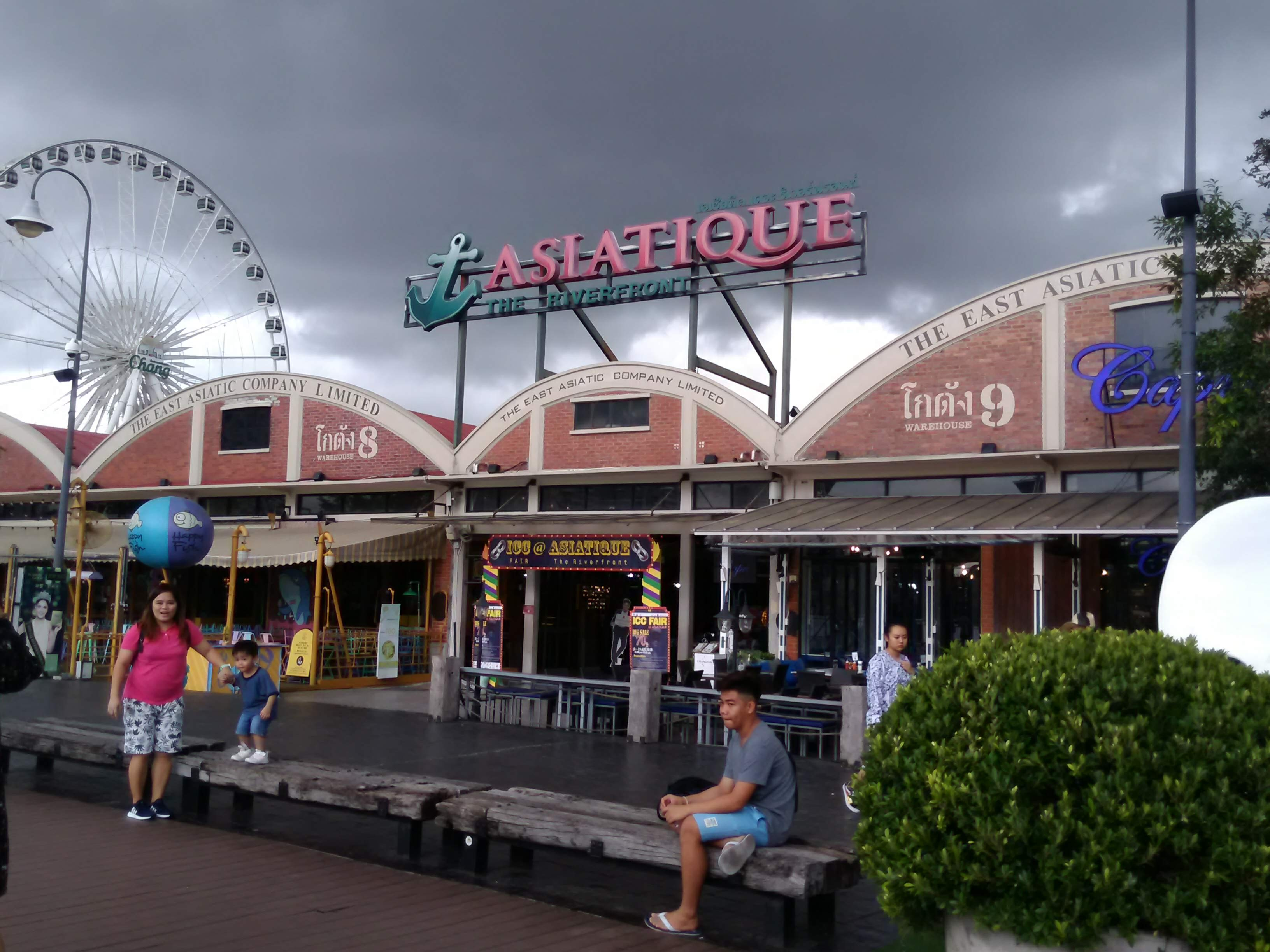
园区景色
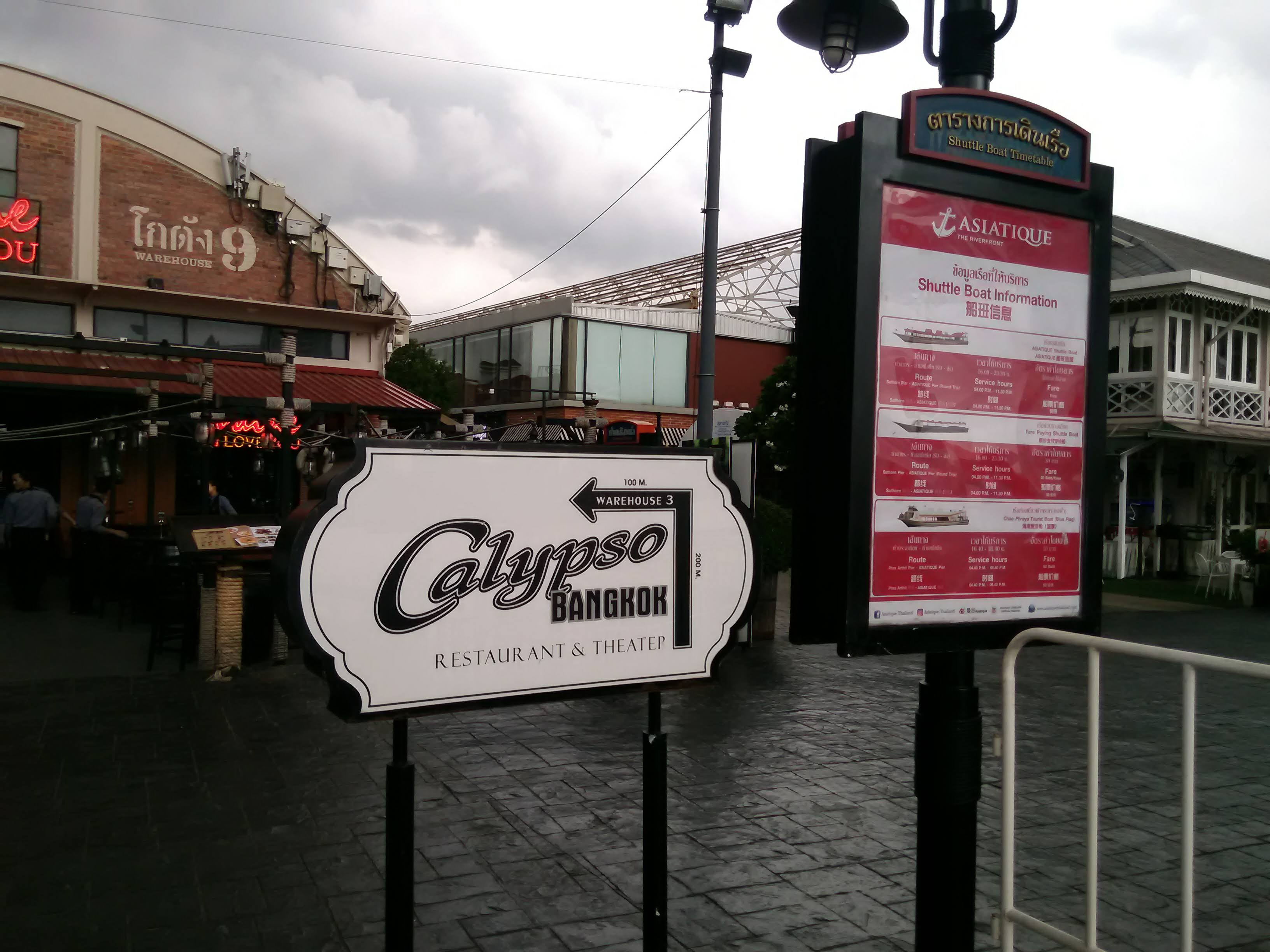
卡里普索变性人舞团指示牌
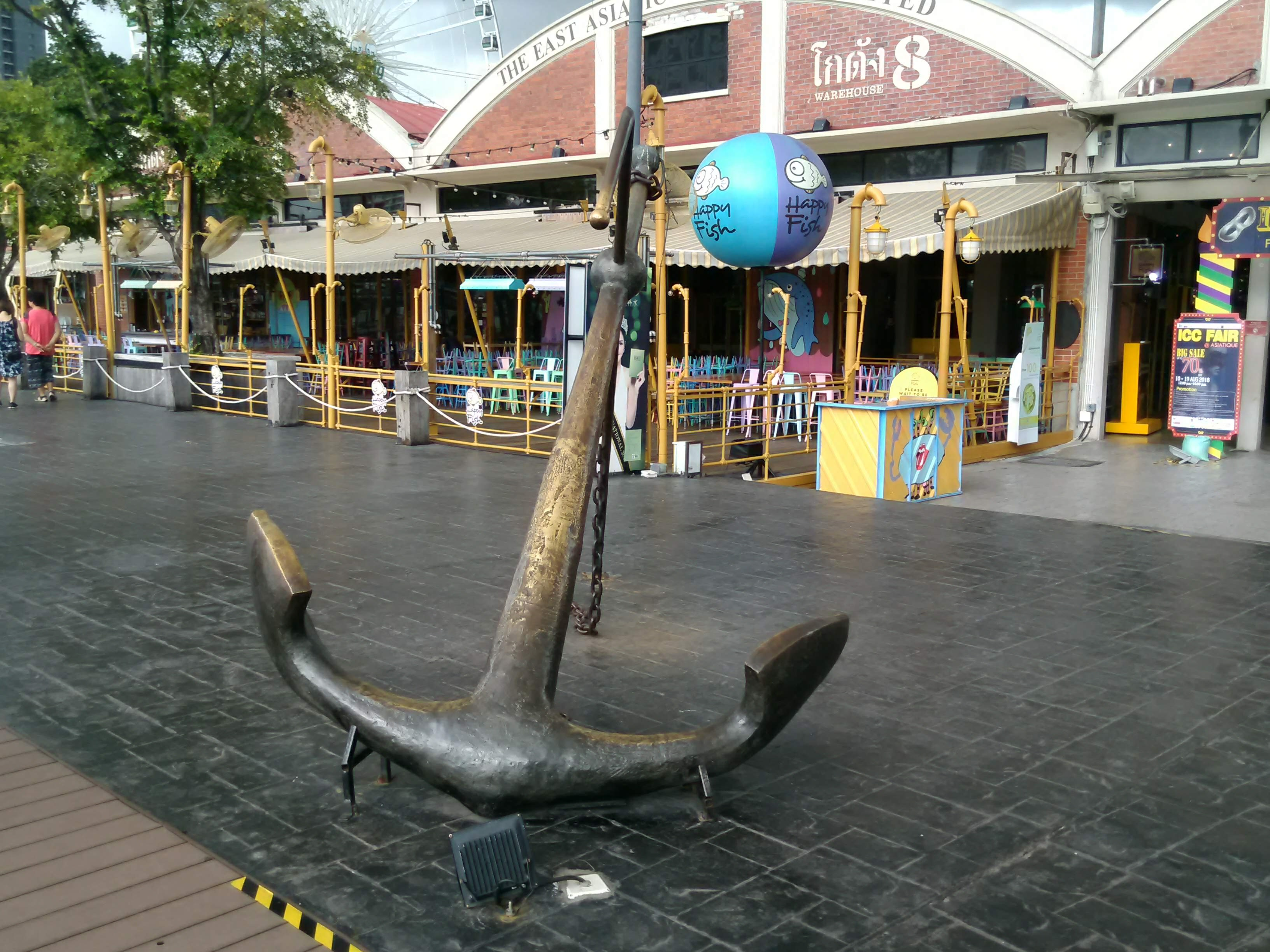
船锚铜像
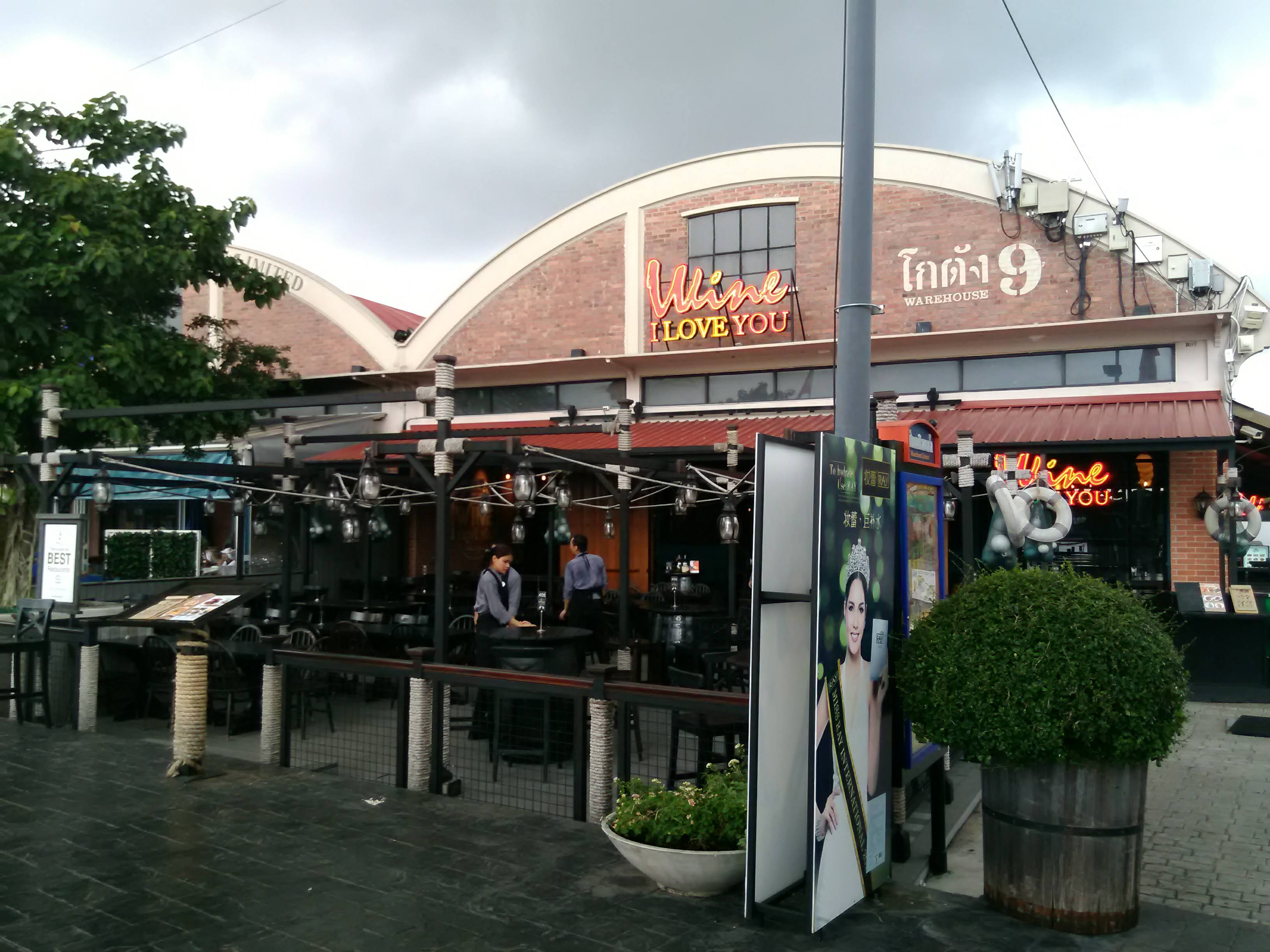
园区景色
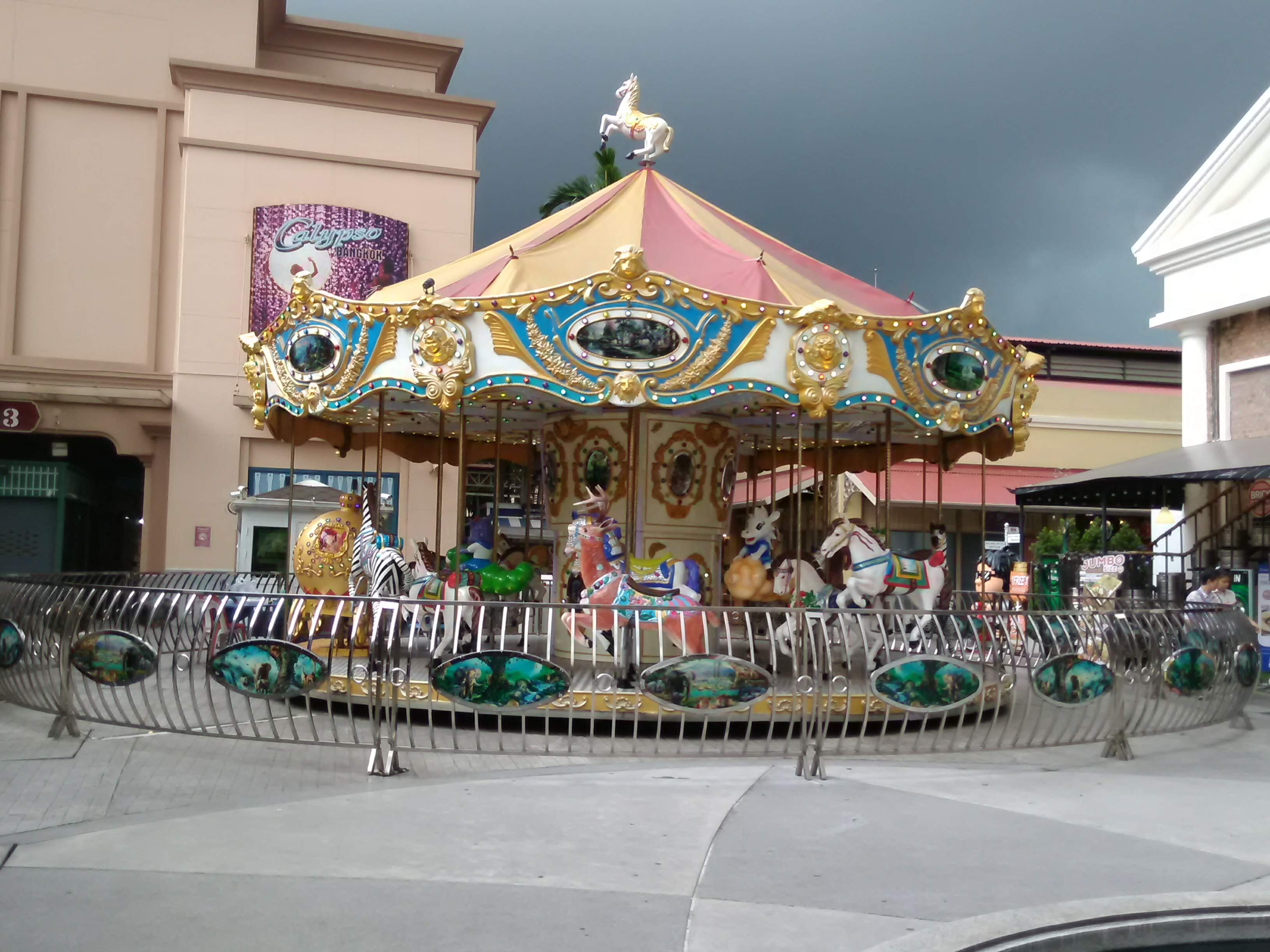
旋转木马
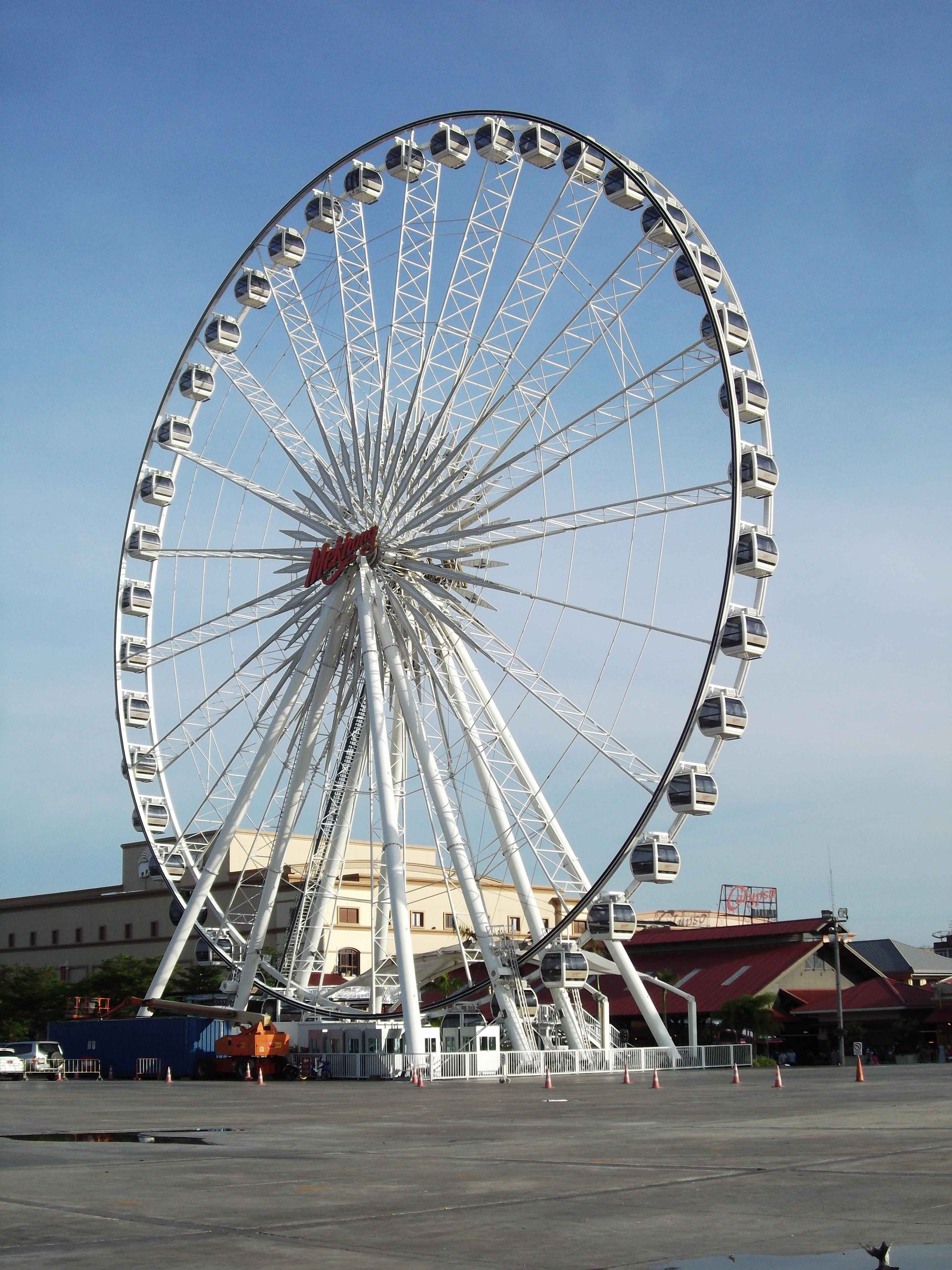
Asiatique Sky摩天轮
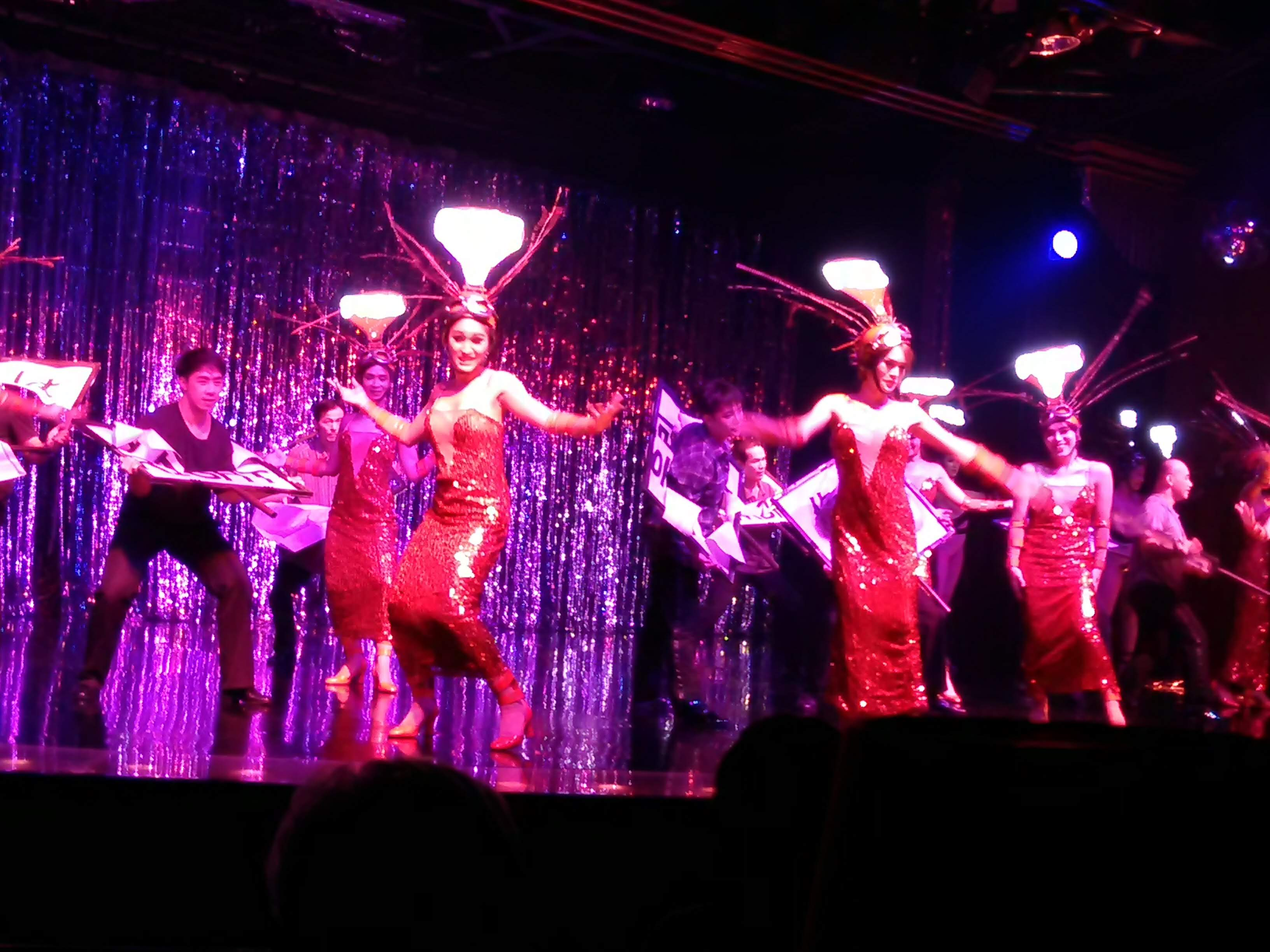
变性人表演
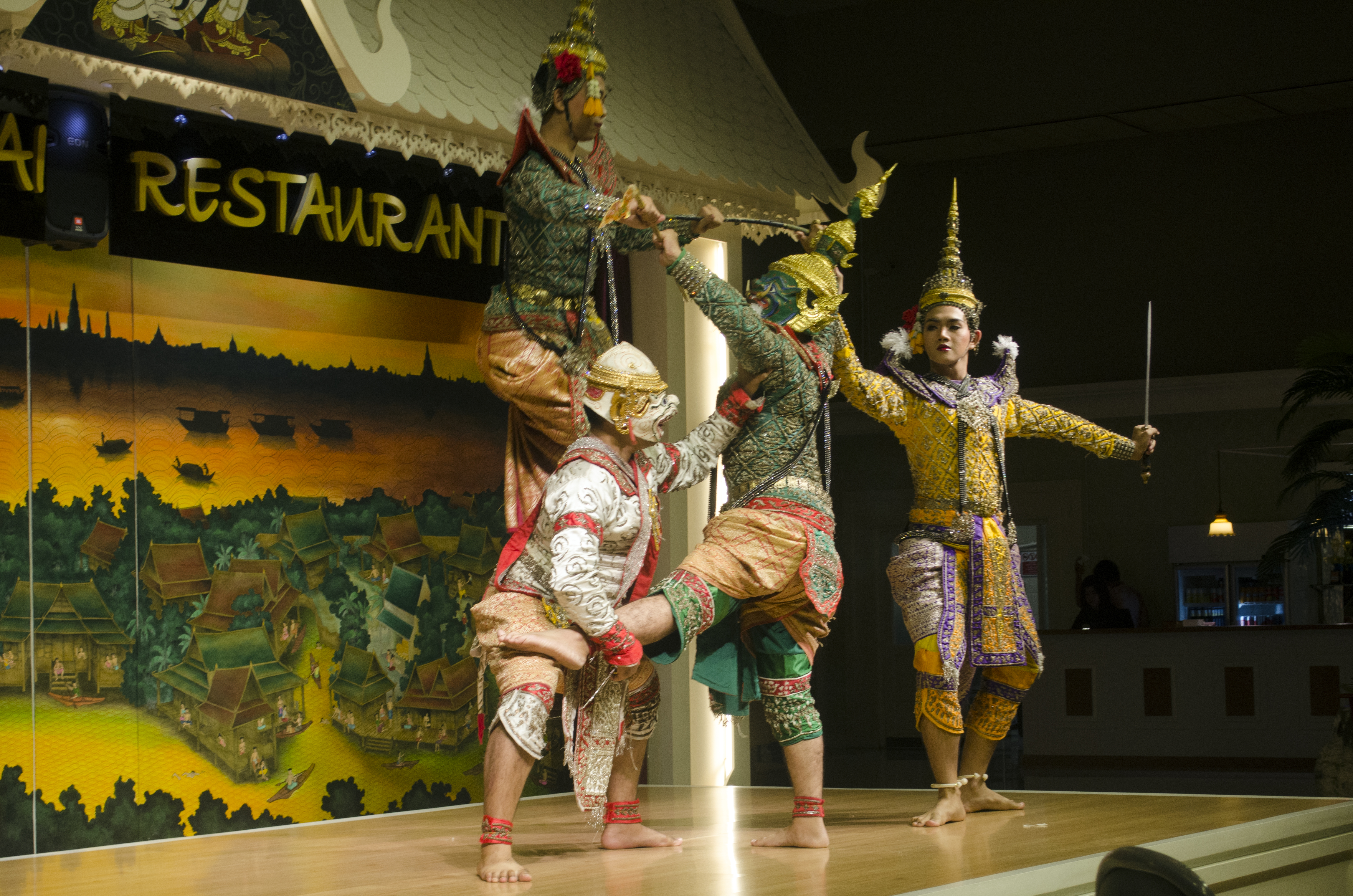
孔剧拉玛坚演出